# کولو آریاکاس
کولو آریاکاس (استونیایی: Küllo Arjakas؛ زادهٔ ۱۰ اکتبر ۱۹۵۹) سیاستمدار، تاریخ‌نگار و نماینده سابق مجلس اهل استونی است.